# Trigonotis hookeri
Trigonotis hookeri är en strävbladig växtart som beskrevs av George Bentham och Charles Baron Clarke. Trigonotis hookeri ingår i släktet Trigonotis och familjen strävbladiga växter. Inga underarter finns listade i Catalogue of Life.